# Đội tuyển bóng đá bãi biển quốc gia Gruzia
Đội tuyển bóng đá bãi biển quốc gia Gruzia đại diện Gruzia tham dự các giải thi đấu bóng đá bãi biển quốc tế và được điều hành bởi Liên đoàn bóng đá Gruzia, cơ quan quản lý bóng đá ở Gruzia. Đội tuyển từng tham gia 2 lần vòng loại Cúp thế giới, năm 2008 và 2016, nhưng không thắng một trận nào. Đa số đội hình hiện tại thi đấu cho câu lạc bộ FC Dinamo Batumi ở Gruzia, đã từng thi đấu tại Cúp bóng đá vô địch châu Âu.

## Đội hình hiện tại
Tính đến tháng 9 năm 2016
Ghi chú: Quốc kỳ chỉ đội tuyển quốc gia được xác định rõ trong điều lệ tư cách FIFA. Các cầu thủ có thể giữ hơn một quốc tịch ngoài FIFA.
| Số | VT | Quốc gia | Cầu thủ              |
| -- | -- | -------- | -------------------- |
| 1  | TM | Gruzia   | Khvicha Makharadze   |
| 3  | HV | Gruzia   | Gocha Beridze        |
| 5  | HV | Gruzia   | Zaur Kekelidze       |
| 6  | HV | Gruzia   | Vaja Ivaniadze       |
| 7  | TĐ | Gruzia   | Levan "Leo" Nadaraya |

| Số | VT | Quốc gia | Cầu thủ           |
| -- | -- | -------- | ----------------- |
| 11 | TV | Gruzia   | Kakhi Todadze     |
| 13 | TM | Gruzia   | Roman Aslanyan    |
| 14 | TĐ | Gruzia   | Levan Partenadze  |
| 16 | TĐ | Gruzia   | Nukri Goguadze    |
| 20 | TV | Gruzia   | Zurabi Shamiladze |

Huấn luyện viên: Jaba Tchanturia

## Thành tích thi đấu

### Vòng loại giải vô địch bóng đá bãi biển thế giới khu vực châu Âu
| Năm              | Pos           | Vòng          | St            | T             | T+            | B             | BT            | BB            | GD            |
| ---------------- | ------------- | ------------- | ------------- | ------------- | ------------- | ------------- | ------------- | ------------- | ------------- |
| Tây Ban Nha 2008 |               | Vòng bảng     | 3             | 0             | 0             | 3             | 4             | 26            | –22           |
| Tây Ban Nha 2009 | Không tham dự | Không tham dự | Không tham dự | Không tham dự | Không tham dự | Không tham dự | Không tham dự | Không tham dự | Không tham dự |
| Ý 2011           | Không tham dự | Không tham dự | Không tham dự | Không tham dự | Không tham dự | Không tham dự | Không tham dự | Không tham dự | Không tham dự |
| Moskva 2013      | Không tham dự | Không tham dự | Không tham dự | Không tham dự | Không tham dự | Không tham dự | Không tham dự | Không tham dự | Không tham dự |
| Ý 2015           | Bỏ cuộc       | Bỏ cuộc       | Bỏ cuộc       | Bỏ cuộc       | Bỏ cuộc       | Bỏ cuộc       | Bỏ cuộc       | Bỏ cuộc       | Bỏ cuộc       |
| Ý 2017           | Hạng 17       | Vòng bảng     | 2             | 0             | 0             | 2             | 9             | 15            | –6            |
| Tổng cộng        | 0 danh hiệu   | 2/6           | 5             | 0             | 0             | 5             | 13            | 41            | –28           |

## Thành tích
- Mùa giải 2008
  - Vòng loại giải vô địch bóng đá bãi biển thế giới 2008
    - Vòng bảng
- Mùa giải 2016
  - Vòng loại giải vô địch bóng đá bãi biển thế giới 2017
    - Vòng bảng (thứ 17)